# Охо-де-Агуа (департамент)
Департамент Охо-де-Агуа  (исп. Departamento de Ojo de Agua) — департамент в Аргентине в составе провинции Сантьяго-дель-Эстеро.
Территория — 6269 км². Население — 14008 человек. Плотность населения — 2,20 чел./км².
Административный центр — Вилья-Охо-де-Агуа.

## География
Департамент расположен на юге провинции Сантьяго-дель-Эстеро.
Департамент граничит:
- на севере — с департаментами Лорето, Атамиски
- на востоке — с департаментом Кебрачос
- на юге — с провинцией Кордова
- на западе — с департаментом Чоя

## Административное деление
Департамент включает 2 муниципалитета:
- Вилья-Охо-де-Агуа
- Соль-де-Хулио

## Важнейшие населенные пункты[3]
| № | Населённый пункт    | Населённый пункт (исп.) | Категория | Население чел. (2010) | На карте                        |
| - | ------------------- | ----------------------- | --------- | --------------------- | ------------------------------- |
| 1 | Вилья-Охо-де-Агуа   | Villa Ojo de Agua       | город     | 6776                  | 29°30′04″ ю. ш. 63°41′39″ з. д. |
| 2 | Соль-де-Хулио       | Sol de Julio            | город     | 2437                  | 29°33′56″ ю. ш. 63°27′34″ з. д. |
| 3 | Эль 49 (Амбаргаста) | El 49 (Ambargasta)      | поселок   | 131                   | 29°03′01″ ю. ш. 63°57′35″ з. д. |